# Rossella Inverni
Rossella Inverni (Cittadella, 22 aprile 1962) è un'ex atleta paralimpica italiana non vedente.

## Biografia
Rossella Inverni nasce a Cittadella e subito risulta affetta da retinite pigmentosa, grave malattia agli occhi che porta alla cecità. Pertanto, all'età di sei anni, viene inserita nell'Istituto per minorati della vista Luigi Configliachi di Padova, dove frequenta tutta la scuola dell'obbligo. Nella struttura educativa, coglie la possibilità di sperimentare numerosi sport, dall'atletica leggera al torball. Perciò, dopo una parentesi trascorsa in un istituto di istruzione secondaria, Rossella torna nell'istituto per acquisire un diploma professionale ed è in questa fase che comprende la portata delle sue capacità.
Diplomata e inserita nel mondo del lavoro, si tessera nel G. S. No. Ve. (gruppo sportivo non vedenti) dell'Unione ciechi di Padova e per alcuni anni si fa onore in competizioni nazionali, europee, mondiali e paralimpiche concorrendo in varie specialità atletiche nella categoria B1. Parallelamente pratica anche il torball. Chiude la carriera sportiva nel 1991. Nel 1994 nasce la sua unica figlia, Silvia.

## Carriera
Nel 1984, ai VII Giochi paralimpici estivi di New York, Rossella vince una medaglia d'argento negli 800 metri e una di bronzo nei 400 metri. Agli VIII Giochi paralimpici estivi di Seul del 1988 ottiene quattro medaglie, due d'argento (800 e 1500 metri) e due medaglie di bronzo (100 e 400 metri).
Nel 1985, partecipa ai campionati europei a Roma, vincendo il bronzo negli 800 e nei 1500 metri; nel 1987 è agli europei di Cadice e nel 1989 agli europei di Zurigo, dove vince la medaglia d'oro nei 400 metri e l'argento nei 100 metri.
In ambito mondiale, nel 1986, a Göteborg è la volta della medaglia d'oro nei 400 metri. Inoltre consegue l'argento nei 1500 e il bronzo negli 800 metri. Infine, ad Assen, 1990, Rossella è campionessa mondiale nei 200 e 400 metri, e medaglia d'argento nei 100 metri piani.
Ha partecipato ai campionati nazionali di Roma nel 1985, ottenendo l'oro nei 100 e nei 400 metri; ha ripetuto tali risultati ai successivi campionati di Milano, 1986, Palermo 1987, Firenze 1988, Vigna di Valle 1989 e Tirrenia 1990.

## Onorificenze
- 1987 - Medaglia d'oro al merito sportivo (campione mondiale atletica leggera, 400 m);[1]
- 1990 - Medaglia d'oro al merito sportivo (campione mondiale atletica leggera, 200 m e 400 m);[1]
- 1990 - Medaglia d'argento al merito sportivo (2º classificato nel campionato mondiale atletica leggera, 100 m);[1]
- 1990 - Premio Michelangelo, istituito nel 1988 dal Cenacolo (club di cultura e sport);[2]
- 2014 - Leone d'argento conferito dal CONI regionale veneto.[3]